# Piz Bernina
Piz Bernina este singurul munte care are altitudinea de  peste 4000 m deasupra n.m. din Alpii Retici și cel mai înalt munte din cantonul Graubünden, Elveția. Piz Bernina împreună cu Piz Palü, Piz Roseg și Bellavista, aparține de lanțul muntos Bernina situat la granița din sud-estul Elveției și nordul Italiei. De la muntele Bernina se află la 138 km nord-vest Finsteraarhorn, muntele cel mai înalt din Alpii Bernezi.

## Date geografice
Piz Bernina este situat pe linia de graniță dintre Elveția și Italia, el are trei vârfuri, toți trei depășesc înălțimea de 4000 m, vârful central cu altitudinea de 4.048,6 m deasupra n.m. este cel mai înalt. La nord se află Piz Bianco, la sud Piz Scerscen iar la sud-est Fuorcla Crast' Agüzza (3'591 m). Piz Bernina este cel mai înalt punct din bazinul hidrologic al Dunării. Ruta cea mai ușoară de urcare pe munte trece prin Rifugio Marco-e-Rosa, peste Spallagrat.